# Jeunesse Esch
Jeunesse Esch, egentligen AS la Jeunesse d'Esch är en fotbollsklubb i Esch-sur-Alzette i sydvästra Luxemburg, bildad 1907. Laget har blivit nationella mästare 28 gånger mellan 1921 och 2010.

## Meriter
- Foussball Nationaldivisioun

Etta (28): 1920/1921, 1936/1937, 1950/1951, 1953/1954, 1957/1958, 1958/1959, 1959/1960, 1962/1963, 1966/1967, 1967/1968, 1969/1970, 1972/1973, 1973/1974, 1974/1975, 1975/1976, 1976/1977, 1979/1980, 1982/1983, 1984/1985, 1986/1987, 1987/1988, 1994/1995, 1995/1996, 1996/1997, 1997/1998, 1998/1999, 2003/2004, 2009/2010
Tvåa (12): 1914/1915, 1935/1936, 1937/1938, 1952/1953, 1956/1957, 1960/1961, 1968/1969, 1977/1978, 1985/1986, 1988/1989, 1990/1991, 2005/2006
- Coupe de Luxembourg

Etta (13): 1934/1935, 1936/1937, 1945/1946, 1953/1954, 1972/1973, 1973/1974, 1975/1976, 1980/1981, 1987/1988, 1996/1997, 1998/1999, 1999/2000, 2012/2013
Tvåa (11): 1921/1922, 1926/1927, 1964/1965, 1965/1966, 1970/1971, 1974/1975, 1984/1985, 1990/1991, 1994/1995, 1995/1996, 2005/2006

### Fotnoter
1. ↑  ”Arkiverade kopian”. Arkiverad från originalet den 16 september 2011. https://web.archive.org/web/20110916032502/http://www.jeunesse-esch.lu/le_stade.html. Läst 14 juni 2011.
2. ↑  http://www.rsssf.com/tablesl/luxhist.html